# Sociaaldemocratische Partij van Roma in Roemenië
De Sociaaldemocratische Partij van Roma in Roemenië, Roemeens: Partida Romilor Social-Democrată, of PRSD is een politieke partij in Roemenië voor de Roma. De Roma vormen in Roemenië een etnisch-culturele minderheid. Dankzij het Roemeense recht is de partij verzekerd van ten minste één zetel in de Kamer van Afgevaardigden. Lijsttrekker van de partij is Nicolae Paun. De partij is in 1990 gesticht.
Alliantie van Liberalen en Democraten · Alliantie voor de Unie van Roemenen · Democratisch-Liberale Partij · Democratische Unie van Hongaren in Roemenië · Groot-Roemeniëpartij · Humanistischekrachtpartij · Nationale Democratische Partij · Nationaal-Liberale Partij · Nationale Christen-Democratische Boerenpartij · Nationale Unie voor de vooruitgang van Roemenië · Nieuwegeneratiepartij · Nieuwe Republiek · Noua Dreaptă · M10 · Partij Verenigd Roemenië · Red Roemenië-Unie · Roemeense Sociale Partij · Sociaaldemocratische Partij · Partijen van etnische minderheden · Volksbewegingspartij